# Baby Driver
Baby Driver este un film de acțiune-comedie regizat de Edgar Wright și lansat în anul 2017. Din distribuție fac parte Ansel Elgort, Kevin Spacey, Lily James, Eiza González, Jon Hamm, Jamie Foxx și Jon Bernthal. Povestea îl urmărește pe Baby, un șofer meloman de "evadări", care trebuie să lucreze pentru un magnat în câteva jafuri, alături de alți hoți. Titlul filmului este preluat de la o melodie cu titlu omonim a celor de la Simon & Garfunkel. Pelicula a fost apreciată pentru coregrafia sa, de vreme ce timpii și mișcările actorilor sunt sincronizate cu coloana sonoră.
Baby Driver a fost conceput de Wright după ce el și-a imaginat o scenă de urmărire post-jaf, pe fundal auzindu-se melodia "Bellbottoms" din 1994 a formației Jon Spencer Blues Explosion, care a devenit eventual scena cu care filmul începe. Baby Driver a fost co-produs de Working Title Films, Big Talk Productions și Media Rights Capital, și a fost distribuit internațional de Sony Pictures și de TriStar Pictures în SUA. A avut premiera la festivalul South by Southwest pe 11 martie 2017 și a fost lansat în cinematografe pe 28 iunie 2017.
După lansare, filmul a fost primit cu laude de către critici la capitolul distribuție (în special pentru Elgort, Hamm, și Foxx), scenariu, regie, coloana sonoră, și secvențe de acțiune. A fost ales ca fiind unul dintre cele mai bune zece filme din 2017 de către National Board of Review. Are încasări de peste 227 milioane $, devenind cel mai profitabil film al regizorului Wright, cu un buget de producție de 34 milioane $, fiind cel mai profitabil film al regizorului Wright. Filmul a primit nominalizări la două categorii: Premiile Criticilor de Film și Premiul pentru cel mai bun actor într-un muzical sau comedie) la Globurile de Aur, și două nominalizări la ediția 71 a Premiilor BAFTA.

## Intrigă
Baby este un șofer de "evadări" din Atlanta, Georgia. El transportă echipe de hoți adunate de Doc, un veteran în hoție, pentru a plăti o datorie pe care o are de când a furat o mașină a lui Doc. Când era copil, părinții săi au murit într-un accident de mașină, iar el a rămas cu afecțiunea tinnitus, pe care o ignoră cu ajutorul a diferite iPod-uri. Între jafuri, el creează remixuri din frânturi de conversații pe care le înregistrează, în timp ce are grijă de tatăl său adoptiv și surd, Joseph. În timp ce se află la o cantină, el întâlnește o chelneriță pe nume Debora, iar cei doi încep să se întâlnească. 
Următorul jaf decurge pieziș după ce o persoană înarmată îi urmărește, dar Baby reușește să scape de el și de poliție. Informat de Doc că acum sunt "chit", Baby renunță la viața jafurilor, și se angajează să livreze pizza. În timpul unei întâlniri cu Debora la un restaurant scump, el este amenințat de Doc că o va răni pe Debora dacă nu acceptă să execute un jaf la un oficiu poștal.
Echipa este formată din brutalul Buddy, partenera sa fatală, Darling, și jovialul Bats, care începe imediat să-l displacă pe Baby. În timp ce echipa încearcă să cumpere ilegal arme pentru jaf, Bats realizează că dealerii sunt foști polițiști și deschide focul, omorându-i pe toți. După aceea, Bats îl forțează pe Baby să oprească la cantina lui Debora, el nefiind conștient de romanța dintre Baby și Debora, și aproape ajunge să o omoare după ce se enervează.
Doc, furios după tranzacția aproape eșuată, încearcă să anuleze jaful, dar Baby îl convinge să meargă până la capăt. El încearcă să fugă în acea noapte, sperând să o ia pe Debora și să părăsească Atlanta, dar este oprit de Buddy și Bats, care îi descoperă înregistrările și încep să bănuiască că este o cârtiță. Când ei și Doc ascultă mixurile, ei sunt convinși că este inocent.
În timpul jafurilor, Bats omoară un paznic. Dezgustat, Baby refuză să transporte echipa, iar Bats începe să-l lovească. Baby izbește mașina de o armătură metalică care îl străpunge și omoară pe Bats. Cei trei fug de poliție pe jos. După ce poliția o omoară pe Darling, Buddy îl învinuiește pe Baby pentru moartea ei, și jură să-l omoare. Baby fură o altă mașină și merge la apartamentul său. După ce îl lasă pe Joseph la un centru social, Baby se duce la cantina lui Debora pentru a o lua, iar acolo este așteptat de Buddy. Baby îl împușcă pe Buddy și fuge cu Debora în timp ce poliția se apropie. 
Baby caută ajutor la Doc, care îl refuză inițial. După ce vede că o iubește cu adevărat pe Debora, Doc le dă bani și indicații pentru a fugi din țară. Într-o ambuscadă, Buddy îl omoară pe Doc în parcarea-garaj cu o mașină de poliție furată. Un joc de-a șoarecele și pisica demarează, iar Buddy aproape că îl omoară pe Baby. Debora îl dezarmează pe Buddy cu o rangă, iar Baby îl împușcă și îl împinge spre moarte sigură.
Părăsind Atlanta, Baby și Debora dau peste un blocaj al poliției. Debora se gândește să intre în el, dar Baby o oprește și se predă, spunându-i că nu este un răufăcător. La proces, Joseph, Debora, și câțiva oameni pe care Baby i-a salvat în timpul jafurilor fac parte din apărare. Baby este condamnat la 25 de ani de închisoare cu cerere de eliberare condiționată după cinci. Baby primește vederi de la Debora, care promite că îl va aștepta. În cele din urmă, Baby este eliberat, și o găsește pe Debora așteptându-l; ei se sărută.

## Distribuție
- Ansel Elgort în rolul lui Baby / Miles, un tânăr cu o pasiune pentru muzică ce lucrează ca șofer de "evadări" pentru o echipă de hoți de bănci[10]
  - Hudson Meek în rolul micului Baby
- Kevin Spacey în rolul lui Doc, magnatul misterios al echipei de hoți și un criminal veteran
- Lily James în rolul lui Debora, o chelneriță tânără ce se împrietenește cu Baby
- Jon Hamm în rolul lui Buddy / Jason Van Horn, membrul brutal și chipeș al echipei lui Doc
- Eiza González în rolul lui Darling / Monica Castello, membru al echipei lui Doc, precum și partenera fără milă și fatală a lui Buddy[11]
- Jamie Foxx în rolul lui Bats / Leon Jefferson III, un membru impulsiv și violent al echipei lui Doc
- Jon Bernthal în rolul lui Griff, membru al echipei lui Doc, care își bate joc constant de Baby
- Flea în rolul lui Eddie "Fără-Nas", membru al echipei lui Doc[12]
- Lanny Joon în rolul lui JD, membru al echipei lui Doc
- CJ Jones în rolul lui Joseph, tatăl adoptiv și surd a lui Baby
- Sky Ferreira în rolul mamei lui Baby
- Lance Palmer în rolul tatălui lui Baby
- Big Boi în rolul patronului #1 al restaurantului[13]
- Killer Mike în rolul patronului #2 al restaurantului[13]
- Paul Williams în rolul "Măcelarului"[13]
- Jon Spencer în rolul Gardianului[13]
- Sidney și Thurman Sewell (gemenii ATL) în rolul brutelor Hellcat #1 și #2 (cameo)[14]

Cineastul Walter Hill are o apariție cameo vocală în sala de judecată la procesul lui Baby de la finalul filmului. Wright a menționat filmul din 1978 a lui Hill, Șoferul (The Driver), ca o inspirație majoră pentru Baby Driver.

## Producție

### Dezvoltare
Regizorul-scenarist Edgar Wright a conceput pentru prima oară Baby Driver în 1994; el a adaptat începutul inițial al filmului în videoclipul melodiei din 2003 a celor de la  Mint Royale, "Blue Song", regizat de el, în care Noel Fielding era un șofer meloman de evadări pentru niște hoți de bănci. O secvență a acestui videoclip apare pentru puțin timp în film atunci când protagonistul zapează printre posturile de televizor.  Regizorul s-a inspirat din filme precum Straight Time, Point Break, Reservoir Dogs și Heat 

### Casting
Pe 22 iulie 2014, a fost anunțat că Edgar Wright, care terminase scenariul la Ant-Man, urmează să semneze regia la Baby Driver pentru Working Title Films. Tim Bevan, Eric Fellner și Nira Park au fost producătorii filmului. Pe 13 ianuarie 2015, a fost speculat că Ansel Elgort se află în discuții pentru a juca în film, film pe care Sony Pictures Entertainment îl va lansa via TriStar Pictures. Emma Stone și Michael Douglas erau în vizor pentru distribuție. Pe 7 mai 2015, a fost speculat că Lily James se află în discuții pentru rolul protagonistei feminine, o chelneriță și prietena personajului lui Elgort.
Pe 8 septembrie 2015, a fost speculat că Jamie Foxx se află în discuții pentru a se alătura distribuției. Pe 20 octombrie 2015, Jon Hamm a semnat pentru rolul unuia dintre răufăcători, fost bursier pe Wall Street, iar în prezent membru al echipei de hoți. Kevin Spacey a primit rolul criminalului veteran și lider al echipei pe 3 noiembrie 2015. Pe 16 decembrie 2015, Eiza González s-a alăturat filmului pentru a juca în rolul unuia dintre răufăcători—partenera personajului lui Hamm. Jon Bernthal a primit rolul lui Griff pe 23 februarie 2016. Pe 8 ianuarie 2017, Wright a postat pe Twitter că "Streep joacă în noul meu film", dar ștergând postarea la puțin timp după, unii gândindu-se că Meryl Streep va juca și ea în Baby Driver. Streep a jucat rolul principal în filmul It's Complicated, care apare pentru puțin timp pe un post de la televizor într-o scenă.
Wright l-a angajat pe Ryan Heffington ca și coregraf pentru a lucra la timpii și mișcările actorilor, în ideea ca ei să se sincronizeze cu muzica de pe fundal.

### Filmări
Filmările au început pe 17 februarie și s-au încheiat pe 13 mai 2016. Au avut loc în Atlanta, Georgia.

## Coloană sonoră
Baby Driver (Music from the Motion Picture) este coloana sonoră a filmului. A fost lansată pe 23 iunie 2017, pe CD, vinil și digital prin casa de discuri a celor de la Columbia Records, 30th Century Records. Albumul conține o combinație de artiști, din diferite deceni, inclusiv Blur, Run the Jewels, Sky Ferreira, Jon Spencer Blues Explosion, Queen și Golden Earring.
Filmul preia numele "Baby Driver" de la o piesă de pe albumul Bridge over Troubled Water al celor de la Simon & Garfunkel. Melodia este redată la finalul filmului. Wright s-a consultat cu James Gunn, regizorul de la Guardians of the Galaxy Vol. 2, înainte ca Vol. 2 să fie lansat, pentru a se asigura că cele două filme nu au aceleași melodii pe coloana sonoră.

### Lista melodiilor
Coloana sonoră conține trei melodii originale – un cover al melodiei "Easy" a lui Sky Ferreira, "Chase Me" a lui Danger Mouse, cu Run the Jewels și Big Boi, și "Was He Slow?" a lui Kid Koala.
| Nr.             | Titlu                                   | Artist(s)                                         | Lungime |  |
| 1.              | „Bellbottoms”                           | Jon Spencer Blues Explosion                       | 5:17    |  |
| 2.              | „Harlem Shuffle”                        | Bob & Earl                                        | 2:52    |  |
| 3.              | „Egyptian Reggae”                       | Jonathan Richman & The Modern Lovers              | 2:37    |  |
| 4.              | „Smokey Joe's La La”                    | Googie Rene                                       | 3:02    |  |
| 5.              | „Let's Go Away for Awhile”              | The Beach Boys                                    | 2:21    |  |
| 6.              | „B-A-B-Y”                               | Carla Thomas                                      | 2:57    |  |
| 7.              | „Kashmere”                              | Kashmere Stage Band                               | 4:57    |  |
| 8.              | „Unsquare Dance”                        | Dave Brubeck                                      | 2:00    |  |
| 9.              | „Neat Neat Neat”                        | The Damned                                        | 2:42    |  |
| 10.             | „Easy (Single Version)”                 | The Commodores                                    | 4:16    |  |
| 11.             | „Debora”                                | T. Rex                                            | 3:19    |  |
| 12.             | „Debra”                                 | Beck                                              | 5:43    |  |
| 13.             | „Bongolia”                              | Incredible Bongo Band                             | 2:15    |  |
| 14.             | „Baby Let Me Take You (In My Arms)”     | The Detroit Emeralds                              | 3:53    |  |
| 15.             | „Early in the Morning”                  | Alexis Korner                                     | 3:01    |  |
| 16.             | „The Edge”                              | David McCallum                                    | 2:54    |  |
| 17.             | „Nowhere to Run”                        | Martha and the Vandellas                          | 3:02    |  |
| 18.             | „Tequila”                               | The Button Down Brass                             | 3:32    |  |
| 19.             | „When Something Is Wrong with My Baby”  | Sam & Dave                                        | 3:16    |  |
| 20.             | „Every Little Bit Hurts”                | Brenda Holloway                                   | 2:57    |  |
| 21.             | „Intermission”                          | Blur                                              | 2:27    |  |
| 22.             | „Hocus Pocus” (original single version) | Focus                                             | 3:18    |  |
| 23.             | „Radar Love” (1973 single edit)         | Golden Earring                                    | 3:44    |  |
| 24.             | „Never, Never Gonna Give Ya Up”         | Barry White                                       | 4:51    |  |
| 25.             | „Know How”                              | Young MC                                          | 4:02    |  |
| 26.             | „Brighton Rock”                         | Queen                                             | 5:10    |  |
| 27.             | „Easy”                                  | Sky Ferreira                                      | 4:28    |  |
| 28.             | „Baby Driver”                           | Simon & Garfunkel                                 | 3:16    |  |
| 29.             | „Was He Slow?” (credit roll version)    | Kid Koala                                         | 1:47    |  |
| 30.             | „Chase Me”                              | Danger Mouse featuring Run the Jewels and Big Boi | 3:27    |  |
| Lungime totală: | Lungime totală:                         | Lungime totală:                                   | 1:43:53 |  |

### Clasamente
| Clasament (2017)              | Cea mai bună clasare |
| ----------------------------- | -------------------- |
| Australia (ARIA)              | 5                    |
| Austria (Ö3 Austria)          | 56                   |
| Belgia (Ultratop Flandra)     | 48                   |
| Belgia (Ultratop Valonia)     | 64                   |
| Canada (Billboard)            | 40                   |
| Țările de Jos (MegaCharts)    | 66                   |
| Germania (Offizielle Top 100) | 76                   |
| Noua Zeelandă (RMNZ)          | 16                   |
| Spania (PROMUSICAE)           | 52                   |
| Elveția (Schweizer Hitparade) | 54                   |
| SUA Billboard 200             | 27                   |

### Proces
În august 2017, Rolan Feld, fiul solistului formației T. Rex, Marc Bolan, a dat în judecată Sony Pictures, Media Rights Capital, și Bambino Films pentru că au folosit piesa "Debora" a formației fără permisiune.

## Lansare
În august 2015, Sony Pictures Entertainment a anunțat că filmul se va lansa pe 17 martie 2017. A fost amânat pentru 11 august 2017, după care a fost stabilit că se va lansa pe 28 iunie 2017. A avut premiera la festivalul South by Southwest pe 11 martie 2017. Sony a relansat filmul în 1.074 de cinematografe în weekendul 25-27 august.

### Home media
Baby Driver a fost lansat prin Digital Media pe 12 septembrie 2017, și pe 4K Ultra HD/Blu-ray Combo Pack, Blu-ray & DVD în data de 10 octombrie 2017, prin Sony Pictures Home Entertainment. Filmul a debutat pe locul 2 în clasamentele NPD VideoScan First Alert și Blu-ray Disc, fiind doar în spatele peliculei Pirates of the Caribbean: Dead Men Tell No Tales.

## Recepție

### Încasări
La 7 septembrie 2017, Baby Driver a încasat 107,8 milioane $ în Statele Unite și Canada, și 119,1 milioane $ în celelalte teritorii pentru un total internațional de 226,9 milioane $, având un buget de producție de 34 milioane $.
În America de Nord, era de așteptat inițial ca Baby Driver să încaseze 12–20 milioane $ din 3.150 de cinematografe în primele cinci zile, cu posibilitatea unor câștiguri mai mari dacă recenziile vor fi pozitive. Filmul a încasat 5,7 milioane $ în prima zi (incluzând 2,1 milioane $ din avanpremierele de marți seara) și 3,3 milioane $ în ziua de joi. A încasat 6 milioane $ în ziua de vineri, ridicând așteptările din primele cinci zile la 27 milioane $. După deschidere a câștigat 21 milioane $ (și un total de 30 milioane $ în primele cinci zile), clasându-se pe locul doi la box office, în urma filmului Despicable Me 3 (cu 72,4 milioane $). Acest film a marcat cel mai profitabil debut american din cariera lui Wright, fiind de două ori mai râvnit decât premiera de 10,6 milioane $ din 2010 a filmului Scott Pilgrim vs. the World. În al doilea weekend de la lansare, filmul a încasat 13 milioane $ (o scădere cu 36,7%), coborând pe locul trei la box office iar în al treilea weekend a încasat 8,8 milioane $, coborând pe locul patru. Filmul a fost relansat în 1.074 de cinematografe pe 25 august, și a încasat 1,2 milioane $, o creștere cu 34% față de săptămâna anterioară.

### Reacția criticilor
Pe Rotten Tomatoes, filmul are un rating de 93% bazat pe 283 de recenzii, cu un rating mediu de 8/10. Rezumatul recenziilor este, "Stilat, captivant, și alimentat de o coloană sonoră mortală, Baby Driver demarează în trombă—dovedind că filmele de acțiune cu ritm alert pot fi scrise și fără a sacrifica emoțiile." Pe Metacritic, filmul are un scor de 86 din 100, bazat pe 52 de recenzii, indicând "laude universale". Audiența de pe CinemaScore i-a acordat filmului o notă de "A" pe o scală de la A+ la F.
Peter Debruge de la Variety a numit filmul "exploziv, cu muzică potrivită și o varietate de idei inspirate". Manohla Dargis de la The New York Times a listat filmul pe "Alegerea Criticului NYT", scriind că filmul "este atât de bun încât îți dorești să devină mai bun și să meargă mai profund, să lase armele (sau cel puțin să le îndrepte în altă parte) și să-și schimbe clișeele și citatele genului pentru a se propulsa în spațiul cosmic unde meșteșugul și tehnica se transformă în artă". Peter Bradshaw de la The Guardian i-a acordat filmului cinci stele din cinci, numindu-l "filmul săptămânii" și un "giumbușlucar cu benzină scandalos de grozav".
Brian Lowry de la CNN a scris că filmul este "o călătorie foarte bună, una care îmbină organic muzica cu umorul într-o servietă perfectă pentru o asemenea distribuție. În ciuda unor hibe de la final, thriller-ul stilat al regizorului-scenarist Edgar Wright umple toți cilindrii". Brian Tallerico de la RogerEbert.com i-a acordat filmului trei stele și jumătate din patru, și l-a numit "fluid și uimitor—genul de film pe care vrei să îl revezi imediat ce s-a încheiat pentru a observa toate detaliile ce ți-au scăpat prima oară". Terri White de la Empire i-a acordat filmului cinci stele din cinci, numindu-l o "piesă cinematografică inspirantă" și "unul dintre cele mai originale filme de ani buni".
Cu toate acestea, au existat și câteva recenzii mai puțin pozitive. Acordându-i lui Baby Driver trei stele din cinci, Joyce Slaton de la Common Sense Media a lăudat secvențele cu urmăriri și muzica, dar a simțit că filmul "cade rapid în stereotipuri" și "nu reușește să aduce spectatorii la un nivel visceral", criticând în special povestea lui Baby și zugrăvirea lui Debora și Darling. Într-o recenzie negativă, Richard Brody de la The New Yorker a menționat numeroase greșeli, numindu-l "o imitație demnă de imitațiile unei generații."

### Premii
| Premiul                                       | Data ceremoniei   | Categoria                                                       | Destinatar(i) și nominalizat(i)                | Rezultat     | Ref.   |
| --------------------------------------------- | ----------------- | --------------------------------------------------------------- | ---------------------------------------------- | ------------ | ------ |
| Chicago Film Critics Association              | 12 decembrie 2017 | Cel mai bun montaj                                              | Paul Machliss, Jonathan Amos                   | Câștigat     | [ 70 ] |
| Critics Choice Awards                         | 11 ianuarie 2018  | Cel mai bun montaj                                              | Paul Machliss, Jonathan Amos                   | În așteptare | [ 71 ] |
| Critics Choice Awards                         | 11 ianuarie 2018  | Cel mai bun film de acțiune                                     | Baby Driver                                    | În așteptare | [ 71 ] |
| Detroit Film Critics Society                  | 7 decembrie 2017  | Sincronizare cu muzica                                          | Baby Driver                                    | Câștigat     | [ 72 ] |
| Premiile Globul de Aur                        | 7 ianuarie 2018   | Cel mai bun actor (muzical/comedie)                             | Ansel Elgort                                   | În așteptare | [ 73 ] |
| IndieWire Critic's Poll                       | 19 decembrie 2016 | Cel mai anticipat film din 2017                                 | Baby Driver                                    | Nominalizare | [ 74 ] |
| Los Angeles Online Film Critics Society       | 19 decembrie 2017 | Cel mai bun film de acțiune/război                              | Baby Driver                                    | Câștigat     | [ 75 ] |
| Los Angeles Online Film Critics Society       | 19 decembrie 2017 | Cele mai bune cascadorii                                        | Baby Driver                                    | Câștigat     | [ 75 ] |
| Los Angeles Online Film Critics Society       | 19 decembrie 2017 | Cel mai bun montaj                                              | Paul Machliss, Jonathan Amos                   | Câștigat     | [ 75 ] |
| National Board of Review                      | 4 ianuarie 2018   | Cele mai bune zece filme                                        | Baby Driver                                    | Câștigat     | [ 76 ] |
| New York Film Critics Online                  | 10 decembrie 2017 | Sincronizare cu muzica                                          | Baby Driver                                    | Câștigat     | [ 77 ] |
| Online Film Critics Society                   | 28 decembrie 2017 | Cel mai bun montaj                                              | Paul Machliss, Jonathan Amos                   | În așteptare | [ 78 ] |
| Phoenix Critics Circle                        | 16 decembrie 2017 | Cel mai bun regizor                                             | Edgar Wright                                   | Nominalizare | [ 79 ] |
| Phoenix Film Critics Society                  | 19 decembrie 2017 | Cel mai bun montaj                                              | Paul Machliss, Jonathan Amos                   | Nominalizare | [ 80 ] |
| San Diego Film Critics Society                | 11 decembrie 2017 | Cel mai bun montaj                                              | Paul Machliss, Jonathan Amos                   | Câștigat     | [ 81 ] |
| San Diego Film Critics Society                | 11 decembrie 2017 | Sincronizare cu muzica                                          | Baby Driver                                    | Câștigat     | [ 81 ] |
| San Francisco Film Critics Circle Awards      | 10 decembrie 2017 | Cel mai bun montaj                                              | Paul Machliss, Jonathan Amos                   | Câștigat     | [ 82 ] |
| Premiul Satellite                             | 10 februarie 2018 | Cel mai bun montaj                                              | Paul Machliss, Jonathan Amos                   | În așteptare | [ 83 ] |
| Premiul Sindicatului Actorilor                | 21 ianuarie 2018  | Cea mai bună execuție a unui ansamblu de cascadori într-un film | Baby Driver                                    | În așteptare | [ 84 ] |
| Seattle Film Critics Society                  | 18 decembrie 2017 | Cel mai bun montaj                                              | Paul Machliss, Jonathan Amos                   | Nominalizare | [ 85 ] |
| St. Louis Film Critics Association            | 17 decembrie 2017 | Cel mai bun montaj                                              | Paul Machliss, Jonathan Amos                   | Câștigat     | [ 86 ] |
| St. Louis Film Critics Association            | 17 decembrie 2017 | Cea mai bună coloană sonoră                                     | Baby Driver                                    | Câștigat     | [ 86 ] |
| St. Louis Film Critics Association            | 17 decembrie 2017 | Cea mai bună scenă                                              | Baby se duce după cafea (creditele de început) | Locul 2      | [ 86 ] |
| Washington D.C. Area Film Critics Association | 8 decembrie 2017  | Cel mai bun montaj                                              | Paul Machliss, Jonathan Amos                   | Câștigat     | [ 87 ] |

## Continuare
Pe 5 decembrie 2017, Wright a confirmat că Sony Pictures dorește o continuare la Baby Driver, iar el plănuiește să fie scenaristul.